# 家本芳郎
家本芳郎（いえもと よしろう、1930年2月24日 - 2006年2月25日）は、日本の教育者、教育評論家。

## 略歴
東京出身。学歴不詳。横須賀市内の中学校教師を1983年まで務める。群読の指導で知られ自ら脚色も行った。全国生活指導研究協議会（全生研）。教育に関する多数の著作がある。

## 著書
- 『合唱・群読・集団遊び 実践的「文化活動」論』高校生文化研究会 1979
- 『たのしい学級をつくる仲間あそび イラスト解説』高橋雄幸え あゆみ出版 1980-81
- 『行事の創造 入学式から卒業式まで』民衆社 1980
- 『小さな英雄たち』 (手をつなぐ中学生の本) 民衆社 1982
- 『学級つくり入門講座 1』あゆみ出版 1983
- 『いま問われる子育ての知恵』高校生文化研究会 1983
- 『生徒会をどう再建するか』 (生活指導選書) 明治図書出版 1983
- 『子どもと生きる・教師の一日』高文研 1984
- 『いじめなんかぶっとばせ』 (手をつなぐ中学生の本) 民衆社 1985
- 『遊びでつくるクラスの輪 クラスを変える遊び・レク大作戦』 (手をつなぐ中学生の本) 民衆社 1985
- 『教師におくる「指導」のいろいろ』高文研 1986
- 『心に制服を着るな』高文研 1986
- 『問い直したい教師の力量』(教育新書) 明治図書出版 1986
- 『君は部活で青春しているか』 (手をつなぐ中学生の本) 民衆社 1986
- 『学級担任ノート 1 (学級づくりの基礎作業)』 (実践資料12か月)』民衆社 1987
- 『学級担任ノート 2 (学級文化活動のすすめ方)』 (実践資料12か月)』民衆社 1987
- 『明るい学校つくる教師の知恵』高文研 1988
- 『学級を面白くする24の発想』 (シリーズ教育技術セミナー) 民衆社 1989
- 『集団づくりで悩む教師へ (教師入門 2) 』明治図書出版 1989
- 『中学校ってどんなとこ』(手をつなぐ小学生の本 1) 民衆社 1990
- 『子どもをみる24の発想』(シリーズ・教育技術セミナー) 民衆社 1990
- 『教師のための「話術」入門』高文研 1991
- 『ゆったり子育て 勉強もしつけも』高文研 1991
- 『いきいき教師の仕事術 仕事サボリの教職学』学事出版 1991
- 『私語・おしゃべりの教育学 私語は指導の出発点』学事出版 1991
- 『楽しい「授業づくり」入門』高文研 1992
- 『子どもの心にひびくほめ方叱り方 ほめて伸ばし叱って伸ばす』学事出版 1993
- 『群読をつくる 脚本作りから発声・表現・演出まで』高文研 1994
- 『チコク指導の教育学 「時間」はだれのもの』学事出版 1995
- 『教師の話術』 (ヒューマンブックレット) 兵庫部落問題研究所 1995
- 『宿題出す先生、出さない先生 一人ひとりを伸ばすために』学事出版 1997
- 『小・中学校卒業式ハンドブック』民衆社 1998
- 『子どもと歩む・教師の12カ月』高文研 1998
- 『ザ・席替え 席が替わるとクラスが変わる』学事出版 1998
- 『子どもの心にとどく指導の技法』高文研 1999
- 『みんなでとりくむ教室デザイン&掲示 教室づくりの教育学』学事出版 1999
- 『生徒指導おもしろチャレンジ20 発想の転換でゆとりの指導』学事出版 2001
- 『イラストでみる楽しい「指導」入門』高文研 2001
- 『イラストでみる楽しい「授業」入門』高文研 2002
- 『あなたも今日から!遊び指導の達人 10分で読める学級担任の本』たんぽぽ出版 2004
- 『家本芳郎のしなやか生徒指導 生徒を大切にした明日につながる実践を』学事出版 2004
- 『〈教育力〉をみがく』 (寺子屋新書) 子どもの未来社 2004
- 『挑戦!教育実践練習問題』ひまわり社 2005
- 『教師のための「聞く技術」入門』高文研 2005

### 共編著・監修
- 『班長の指導』 (学級集団の指導入門シリーズ) 編著. 明治図書出版 1972
- 『班長集団の指導』 (学級集団の指導入門シリーズ) 編著. 明治図書出版 1972
- 『学級総会の指導』 (学級集団の指導入門シリーズ) 編著. 明治図書出版 1972
- 『集団遊び』編著. 明治図書出版 1972
- 『文化活動の指導』 (学級集団の指導入門シリーズ) 編著. 明治図書出版 1974
- 『日直の指導』 (学級集団の指導入門シリーズ) 編著. 明治図書出版 1974
- 『係活動の指導』 (学級集団の指導入門シリーズ) 編著. 明治図書出版 1974
- 『続・集団遊び』 (生活指導選書) 編著. 明治図書出版 1979
- 『子どもが主役の学校行事』全10巻 編著 あゆみ出版 1980-84
- 『たのしい遊びの指導』 (教育基礎技術叢書) 編著 あゆみ出版 1980
- 『学級づくりハンドブック』全56巻 佐藤功共編著 あゆみ出版 1981-84
- 『子どもとつくる学校行事 中学校篇』向山玉雄共編 民衆社 1981
- 『教師にいま何が問われているか』服部潔共著 高校生文化研究会 1982
- 『学級づくりのポイント 小学校1-6、中学校1-3年』佐藤功共編著 あゆみ出版 1983
- 『合唱でつくるクラスの輪』 (手をつなぐ中学生の本) 菅原斌夫共著 民衆社 1985
- 『行事でつくるみんなの輪』 (手をつなぐ中学生の本) 坂本鉄平共著 民衆社 1986
- 『文化祭でっかい物づくりハンドブック』正続　丸山博通共編 学事出版 1991-94
- 『学級担任のための合唱指導 曲別指導のポイント』 (実践資料12カ月) 編著 民衆社 1992
- 『文化祭展示・装飾ハンドブック』丸山博通共編 学事出版 1992
- 『文化祭イベントハンドブック』丸山博通共編 学事出版 1993
- 『楽しい群読脚本集』編・脚色. 高文研 1996
- 『学級活動シナリオ集 楽しいアイデアがいっぱい 小学校篇』編著 民衆社 1996
- 『学級担任のための遊びベスト60 こんなときにはこんな遊びを』編著 民衆社 1997
- 『小学校学級担任アイデアブック』編著 民衆社 2000
- 『中学校学級担任アイデアブック』編著 たんぽぽ出版 2001
- 『授業規律で学ぶ力を うるさい授業よ、さようなら』編著 学事出版 2002
- 『小学校どう指導する!問題をかかえた子100事例 どの子も伸びる』編著 ひまわり社 2003
- 『いつでもどこでも群読 群読実践記録集』日本群読教育の会企画・編集 高文研 2003
- 『中学校どう指導する!問題をかかえた子100事例 どの子も伸びる』編著 ひまわり社 2003
- 『群読ふたり読み ふたりで読めば、なお楽し』編・脚色. 高文研 2003
- 『これは困った保護者とのトラブル解決のヒント80事例』編著 ひまわり社 2004
- 『いつでもどこでも群読 続』重水健介, 日本群読教育の会共企画・編集 高文研 2004
- 『基本的生活習慣のしつけ 小学校自立を育てる』編著 ひまわり社 2005
- 『すぐつかえる授業ハンドブック』編著 たんぽぽ出版 2005
- 『パッと使える「係活動」 事例・アイデア・資料満載59項目』 (学級担任テーマブック) 編著 フォーラム・A, 2005
- 『パッと使える「朝と帰りの会」 事例・アイデア・資料満載66項目』 (学級担任テーマブック) 編著 フォーラム・A, 2005
- 『パッと使える「学級びらき」 事例・アイデア・資料満載65項目』 (学級担任テーマブック) 編著 フォーラム・A, 2005
- 『ふたり読み いつでも、どこでも、だれでもみんなで楽しもう、群読の世界』 (《群読》実践シリーズ) 日本群読教育の会企画, 編・脚色 高文研 2005
- 『パッと使える「学級文化活動」 事例・アイデア・資料満載70項目+解説』 (学級担任テーマブック) 編著 フォーラム・A, 2006
- 『パッと使える「すきま時間の遊び」 事例・アイデア・資料満載66項目+解説』 (学級担任テーマブック) 編著 フォーラム・A, 2006
- 『パッと使える「授業びらき・授業じまい」 事例・アイデア・資料満載62項目+解説』 (学級担任テーマブック) 編著. フォーラム・A, 2006
- 『おいしい!授業 小学校1・2年ー5・6年』監修 フォーラム・A, 2013
- 『まわりに聞きにくい保護者とのトラブル解決80の成功例 小学校・中学校』編著 フォーラム・A, 2014
- 『中学校まわりに聞きにくい問題をかかえた子の指導100の成功例』編著 フォーラム・A, 2014
- 『小学校まわりに聞きにくい問題をかかえた子の指導100の成功例』編著 フォーラム・A, 2014
- 『準備がいらないすきま時間の遊び 小学校 集会・給食を待つあいだに授業中のリフレッシュタイムに雨の日の休み時間に パッとできる60選』編著 フォーラム・A, 2014

## 論文
- <家本芳郎